# Bovenau
Bovenau település Németországban, Schleswig-Holstein tartományban. Lakosainak száma 1136 fő (2023. december 31.).

## Népesség
A település népességének változása:
| Lakosok száma | 873  | 1067 | 1114 | 1094 | 1094 | 1104 | 1114 | 1136 |
|               | 1975 | 2010 | 2016 | 2017 | 2019 | 2021 | 2022 | 2023 |